# Свети Николай (Кърпени)
„Свети Николай“ (на гръцки: Αγίου Νικολάου) е късносредновековна православна църква, разположена в село Кърпени (Крепени), Костурско, Гърция.

## Местоположене
Църквата е разположена в северния край на селото, близо до брега на Костурското езеро. 

## История
Храмът датира от XVI век и вероятно е била католикон на манастир.
Притежава ценни стенописи, датирани според ктиторския надпис в 1650 година, дело на зографите Димитриос и Николаос. Вторият ктиторски надпис е датиран в 1753 година. На конхата на апсидата е изписана с тухли година, вероятно 1758.
- Везните на справедливостта, възкресението на мъртвите от гробовете, Огнената река на Ада, 1753 г.
- Стенопис от църквата, XVIII век
- Богородица Одигитрия, стенопис от църквата
- Праведниците в рая, стенопис от църквата
- Стенопис от 1650 г.